# Cukrownia Żnin
Cukrownia „Żnin” – zakład przemysłowy funkcjonujący w Żninie od 1894 do 2004 roku. Był oddziałem Krajowej Spółki Cukrowej S.A. w Toruniu.

## Historia
15 lipca 1893 roku, z inicjatywy miejscowych ziemian, została podjęta uchwała o budowie cukrowni jako spółki z ograniczoną odpowiedzialnością (w tamtym okresie określano to słowami: z ograniczoną poręką). W skład władz, oprócz Niemców, weszli Polacy: J. Malczewski z Młodocina oraz Wiesław Tuchołka z Marcinkowa Dolnego. Kapitał zakładowy spółki wynosił 100 mln marek składał się z wpłat udziałowych. Jeden udział wynosił co najmniej 500 marek. Każdy udziałowca zgodnie z postanowieniami zawartymi w statucie, musiał uprawiać obowiązkowo 1,25 ha buraków na każdy udział.
Fabryce maszyn w Sangerhausen zlecono dostawę niezbędnych aparatur oraz maszyn za sumę 760 000 marek. Cukrownia docelowo miała przerabiać 5000 – 6000 q buraków na dobę. Budowę budynków zakładowych oraz instalacja maszyn została zakończona zgodnie z planem. 15 października 1894 roku rozpoczęto pierwszą kampanię cukrowniczą, przerabiając w ciągu 94 dób 480 500 q buraków. Początkowo produkowano tylko cukier surowy.
Po zakończeniu I wojny światowej i Powstania Wielkopolskiego w 1919 roku, Żnin wszedł w skład terytorium nowo powstałego państwa polskiego. Zmiany polityczne, jakie zaszły po I wojnie światowej spowodowały przejście fabryki w ręce polskie; początkowo, mimo iż usunięto niemieckiego dyrektora, pozycja Niemców w strukturze udziałów była nadal silna. Udziałowcy rezygnując z obywatelstwa Rzeszy i przyjmując polskie, zatrzymali w swoich rękach akcje cukrownicze. Około 1926 roku, większość akcji znalazła się w rękach Polaków.
W 1922 roku powstała spółka pod nazwą „Cukrownia „Żnin”-spółka z ograniczoną odpowiedzialnością. Spółka dysponowała kapitałem akcyjnym o wartości 1 600 tys. złotych. Wyemitowano 200 akcji o nominale 800 zł. Prezesem spółki został radca Wiesław Tuchołka – właściciel ziemski ze Złotnik. Władze spółki stanowiły: zarząd, rada nadzorcza i walne zgromadzenie udziałowców. Zarząd składał się z trzech członków. Nie wszyscy udziałowcy mieli prawo zajmować stanowiska we władzach spółki. Wybór do zarządu uzależniony był od zdeponowania w kasie cukrowni pewnej ilości akcji, tytułem kaucji, co wynosiło 16 tys. zł. Przejęcie przedsiębiorstwa przez władze polskie odbyło się w sposób bezkonfliktowy.
W 1938 r. wypuszczono drugą emisję akcji. Obejmowała ona 202 udziały o cenie nominalnej 800 zł, przy cenie nabycia 2000 zł.
W czasie II wojny światowej zakład przeszedł pod zarząd niemiecki. Dyrektorem był inżynier Georg Riedler. Po oswobodzeniu Żnina przez wojska radzieckie komendant Glebow oddał cukrownię pod opiekę Adamowi Skibińskiemu oraz Antoniemu Rutkowskiemu, a 12 lutego 1945 r. powrócił inż. Zygmunt Kittel, mianowany jako dyrektor na dawniejsze stanowisko.
W okresie PRL cukrownia należała do największych pracodawców w mieście i jego okolicach.
W 2004 roku Cukrownia „Żnin”, jako oddział w strukturach Krajowej Spółki Cukrowej „Polski Cukier” S.A., wbrew protestom społecznym została wyłączona z produkcji cukru i wystawiona na sprzedaż, pierwotnie za kwotę 7.161.000 zł, obniżoną następnie do 4.780.000 zł. Na terenie nieczynnej cukrowni KSC składowało cukier i melasę, zatrudniając przy dozorze i konserwacji budynków kilkanaście osób.
30 września 2015 kompleks terenów dawnej cukrowni o powierzchni 34,3843 ha zakupiła spółka dewelopersko-hotelarska Arche, która rozpoczęła projekt przekształcenia obiektu w kompleks hotelowo-gastronomiczno-rekreacyjny Cukrownia Żnin Park Industrialny. W roku 2020 ukończono pracę i otwarto kompleks. W kompleksie znalazły się m.in. zaaranżowany w XIX-wiecznych budynkach dawnej cukrowni hotel (Hotel Arche Cukrownia Żnin), spa, sala konferencyjna, kino w zbiorniku na melasę, lokalny browar i kręgielnia, planowane jest muzeum cukrownictwa i basen w stylu podberlińskiej tropikalnej wyspy. Nad Jeziorem Dużym Żnińskim powstanie przystań dla żeglarzy i surferów. Komin cukrowni miał zostać obudowany i przekształcony w punkt widokowy.
11 sierpnia 2017 około godziny 23.00 w wyniku silnej nawałnicy 83-metrowy komin cukrowni runął, pozostawiając po sobie około połowy swojej pierwotnej wysokości i przekreślając tym samym projekty jego udostępnienia dla turystów, jako że właściciel nie przewiduje jego odbudowy do pierwotnej wysokości.
W 2021 zrewitalizowany zespół dawnej cukrowni został nominowany do europejskiej Nagrody Mies van der Rohe 2022.

## Kolej
W 1893 Zarząd oraz rada Nadzorcza Cukrowni związku z uchwaliły decyzję o budowie przyzakładowej kolejki wąskotorowej. Sieć torów o prześwicie 600 mm liczyła sobie około 46 km długości. Cukrownia dysponowała 1 lokomotywą spalinową oraz 8 parowozami, jeden z tych parowozów zachował się do naszych czasów i można go oglądać w Muzeum Kolei Wąskotorowej w pobliskiej Wenecji. Poza tym na użytek cukrowni powstało 50 3-tonowych wagoników, 50 6-tonowych oraz 12 7-tonowych. Po II wojnie światowej zakupiono z Cukrowni Gdańskich 70 wagoników. Wagoniki te obsługiwano w 3 punktach zdawczo-odbiorczych każdy o długości 150 m. W okresie do II wojny światowej przewożono również takie towary jak: węgiel, ziemniaki oraz zboże.
W latach 1971–1972 podjęto decyzje o likwidacji kolei fabrycznej związku z bardziej konkurencyjnym transportem drogowym.

## Dyrektorzy od 1919 r.
1. inż. Zygmunt Kittel od 1919 – IX 1939
2. dr Georg Riedler od X 1939 – I 1945
3. inż. Zygmunt Kittel od II 1945 – III 1950
4. inż. Zenon Łubieński od IV 1950 – VI 1962
5. inż Karol Moszczyński od VII 1962 – XII 1968
6. inż. Jan Augustyniak od XII 1968 – III 1970
7. Alfons Lewandowski od IV 1970 – III 1991
8. mgr inż. Ryszard Skorupiński p.o. od IV 1991 – V 1991
9. mgr inż. Bronisław Kędzior od IV 1991 – IV 1992
10. inż. Tadeusz Stolarek p.o od V 1992 – VIII 1992
11. inż. Tadeusz Stolarek od IX 1992 – 2004